# دائرة الثنية
دائرة الثنية هي دائرة في ولاية بومرداس وعاصمتها هي الثنية.

## التقسيم الإداري

### البلديات
وهي بدورها تضم 4 بلديات:
- الثنية
- سوق الحد
- بني عمران
- عمال

عدد السكان 52448 نسمة

### القرى
- الصومعة
- أمغلدن
- تابراهيمث
- قدارة
- ماهران
- مرشيشة
- بن داود
- أولاد علي
- أولاد بوحمد
- أولاد صالح
- تمساوت
- تيزويغين
- تلامعلي
- بوخنفر
- بوعروس
- بني عراب
- ذراع بن حدهم
- اللوز
- الصخيرات
- طبابخة
- آيث حمادوش
- آيث علي
- فخارة
- إيطوبال
- جناح
- بالول
- العزلة
- آيث خليفة
- حدادة
- دباغة
- آيث سي علي

## الجبال
- جبل الصومعة
- جبل بوخنفر
- جبل بوعروس

## المناجم
- مغارات سوق الحد
- منجم قدارة
- منجم وادي قداش

## المواقع الأثرية
- بنيان الصومعة

## السياحة
- منتجع الصخيرات

## الشؤون الدينية

### المساجد
تحتوي هذه الدائرة على العديد من المساجد التي تشرف عليها مديرية الشؤون الدينية والأوقاف لولاية بومرداس تحت وصاية وزارة الشؤون الدينية والأوقاف.
- مسجد الفتح [الفرنسية]
- مسجد الفرقان
- مسجد النصر
- مسجد النور

### الزوايا
- «زاوية سيدي بوسحاقي الزواوي» (الثنية).
- «زاوية سيدي علي الدباغي» (بني عمران).

## الطرق
- طريق الصومعة
- طريق الصخيرات
- طريق بوعروس

## الصحة
- مستشفى الثنية

## الينابيع
- ثالة ثيلاوين
- ثالة أحريز
- ثالة أوفلة
- ثالة نبوعفان
- ثالة يوس
- الشرشار

## الوديان
يتضمن إقليم هذه الدائرة العديد من الوديان منها:
- وادي يسر
- وادي عربية
- وادي مغلدن
- وادي بومرداس
- وادي قورصو
- وادي الصومعة
- وادي قداش
- وادي موحوش[1]
- وادي ثالة[2]
- وادي بوفرون
- وادي مصطفى[3]

## المنشآت
- سد تيزي نايث عيشة.
- محطة قطار تيزي نايث عيشة.

## الملاعب
يضم إقليم دائرة الثنية العديد من ملاعب كرة القدم، منها:
1. ملعب بني عمران (الإحداثيات: )
2. ملعب ثنية بني عائشة [الفرنسية] (الإحداثيات: )
3. ملعب سوق الحد (الإحداثيات: )
4. ملعب عمال (الإحداثيات: )

## شخصيات
- نوبل
- سيدي بوسحاقي
- علي بوسحاقي
- محمد الصغير بوسحاقي
- عبد الرحمان بوسحاقي
- محمد رحمون
- أحمد بورنان [الفرنسية]
- محمد بورنان
- محمد بويسري
- سالم موحمو
- سالم آنو [الفرنسية]
- إبراهيم بوسحاقي
- محمد مشكاريني [الإنجليزية]
- يحي بوسحاقي
- عبد النور بوسحاقي
- طارق بوسحاقي
- محمد دريش
- دحمان دريش (سياسي)
- إلياس دريش
- رشيد دريش
- عبد النور بوسحاقي
- محمد دريش (أكاديمي)
- دحمان دريش
- مصطفى إسحاق بوسحاقي
- محمد ميسوري
- أمين ابن البوسحاقي
- معمر بالطيب
- هشام مدية

## مواضيع ذات صلة
- دوائر ولاية بومرداس
- بلديات ولاية بومرداس